# Епископија преспанско-пелагонијска
Епископија преспанско-пелагонијска је епархија Православне охридске архиепископије под јурисдикцијом Српске православне цркве. Архијереј-администратор је епископ Марко (Кимев), а сједиште епископије се налази у Битољу.

## Историја
Све до 2002. године, ово подручје се у оквиру епархијског устројства СПЦ сматрало делом упражњене Преспанско-битољске епархије, чијим је администраторима још од избијања црквеног раскола (1967) било забрањивано (од стране држвних власти тадашње СР Македоније, односно БЈРМ) да обављају своју службу на том простору, на коме је тадашња расколничка Македонска православна црква у међувремену основала своју Преспанско-пелагонијску епископију.
Након склапања Нишког споразума, СПЦ је током 2002. године донела низ одлука које су се односиле на преуређење јерархијских односа у циљу организовања аутономне Охридске архиепископије, у чијем саставу би се налазила и новостворена канонска Преспанско-пелагонијска епископија. Одлуком Светог архијерејског сабора СПЦ од 23. септембра 2002. године, тадашњи велешко-повардарски владика Јован (Вранишкоски) постављен је за патријаршијког егзарха над свим епархијама СПЦ на подручју тадашње БЈРМ, укључујући и Преспанско-пелагонијску епископију.
Свети архијерејски синод СПЦ је 2003. године донео одлуку да се за администратора ове епископије, са седиштем у Битољу, постави новопосвећени титуларни епископ дремвички Марко (Кимев).
Срварање канонске Преспанско-пелагонијске епископије потврђено је 24. маја 2005. године када је Свети архијерејски сабор СПЦ донео Томос о црквеној аутономији Православне охридске архиепископије, у коме је у склопу аутономне ПОА била назначена и ова епископија.
У периоду од 2002. до 2022. године, Епископија преспанско-пелагонијска била је једина канонска наследница древне православне епархије са средиштем у Битољу, која се до 1920. године називала Пелагонијском епархијом, а након тога Битољском (1920—1931), Охридско-битољском (1931—1959) и Преспанско-битољском епархијом (1959—1967).
Питање о опстанку ове епископије и целе ПОА покренуто је у пролеће 2022. године, након измирења између СПЦ и МПЦ. Услед комплексности тог питања, које није могло бити решено одмах, архијереји ПОА нису присуствовали објављивању патријарховог томоса о аутокефалности МПЦ, који је био уручен 5. јуна у Београду. Решавање тих питања је изнова покренуто у пролеће 2023. године, када је постигнут коначни споразум о интеграцији ПОА са МПЦ, што је подразумевало и фактички престанак постојања ПОА и свих њених епископија.